# Blackbeard (film, 1911)
Pour les articles homonymes, voir Barbe Noire (homonymie).
Pour plus de détails, voir Fiche technique et Distribution.
Blackbeard est un film muet film américain réalisé par Francis Boggs, et produit par les studios de la compagnie americaine Selig Polyscope Company sorti le 23 novembre 1911.

## Fiche technique
- Titre : Blackbeard
- Réalisation : Francis Boggs
- Scénario : Francis Boggs
- Producteur : William Selig
- Société de production : Selig Polyscope Company
- Pays de production :  États-Unis
- Format : Noir et blanc - 1,33:1 - Film muet
- Genre : Film d'aventure
- Date de sortie : 
  - États-Unis : le 23 novembre 1911

## Distribution
- Sydney Ayres : Barbe-Noire
- Hobart Bosworth : Le gouverneur Gonzales
- Tom Santschi : Capitaine San Tiago
- Herbert Rawlinson : Capitaine Harrington
- Frank Clark : Premier Officier du Pelican
- Roy Watson : Second Officier du Pelican
- Fred Huntley : Père Sylverio
- Iva Shepard : Senora Gonzales (la femme du Gouverneur)
- Betty Harte : Senorita Lopez
- Bessie Eyton : Conchita (la servante)